# Primer tractat gramatical

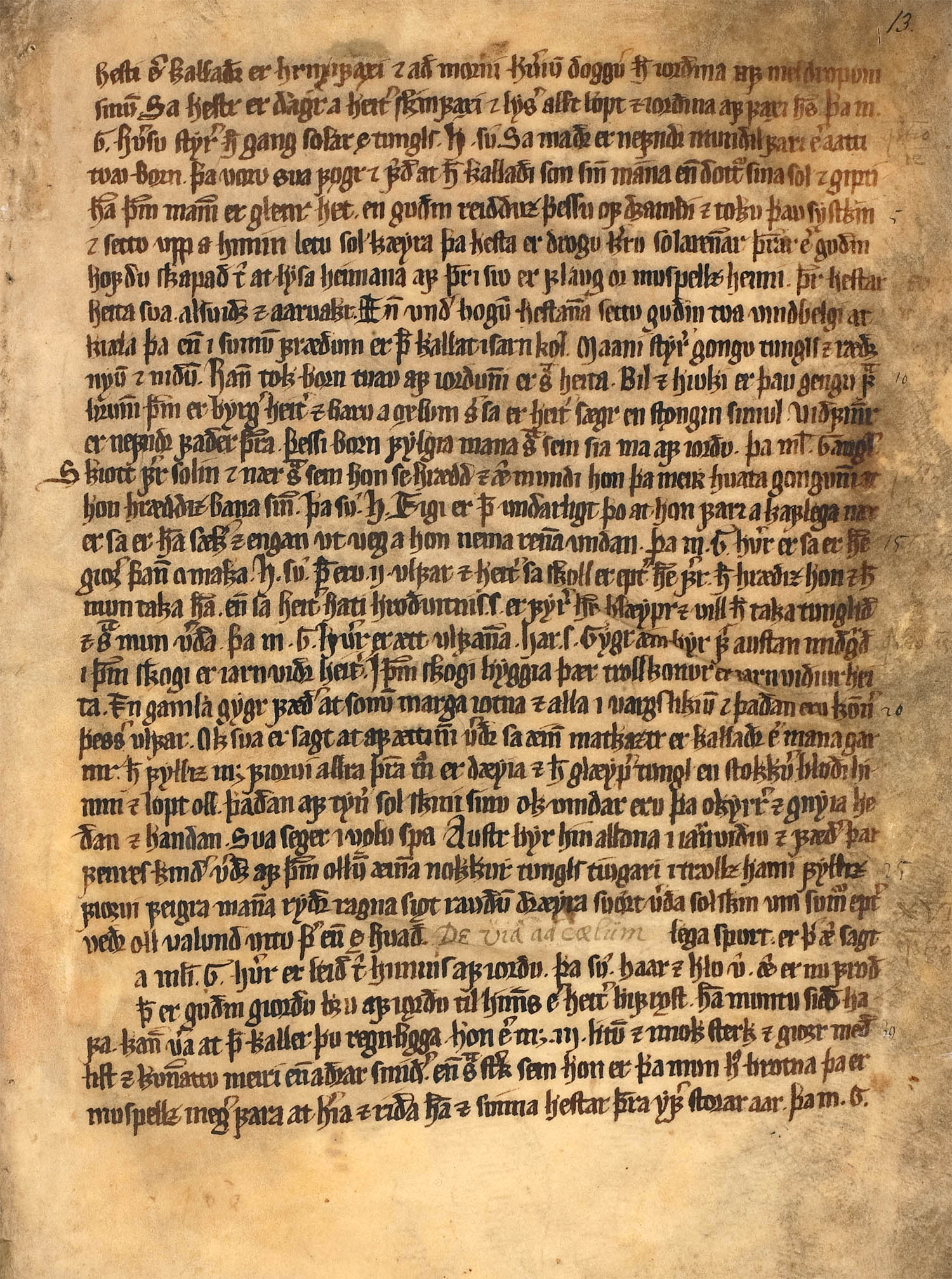
Còdex Wormianus

El primer tractat gramatical (Fyrsta Málfræðiritgerðin en islandès) és un text que apareix en el Còdex Wormianus i que va ser escrit a Islàndia durant el segle xii. AM 242 fol. juntament amb altres gramàtiques i obres literàries. La seva autoria és anònima però es creu que possiblement va ser escrit per un copista preocupat per adaptar l'alfabet llatí a la llengua islandesa, considerada una de les més conservadores que existeixen.
Segons Robins, el Primer tractat gramatical va caure en l'oblit, la climatologia i les malalties van ser la causa de la decadència cultural que va partir Islàndia durant els segles posteriors a la publicació del tractat. Finalment va ser descobert pel conegut filòleg danès Rasmus Kristian Rask i es va publicar el 1818. Fora de l'illa era una obra pràcticament desconeguda. A més de les causes descrites per Robins, Tuson és del parer que possiblement també hi va tenir un paper important el fet que el Primer tractat gramatical no estava escrit en llatí, la llengua d'intercanvi cultural a Europa. Un fet que posava de manifest que no era un manuscrit teòric per difondre fora de les fronteres islandeses, sinó que va ser concebut amb la finalitat pràctica d'adaptar l'ortografia de l'islandès antic
a l'alfabet llatí, per tant els seus destinataris havien de ser forçosament els membres de la pròpia comunitat islandesa.
Cal tenir en compte que en aquells temps l'adopció de l'alfabet llatí es va generalitzar a moltes altres llengües, que es van convertir en les 
anomenades “escriptures nacionals”, però en el cas de l'islandès, l'autor del tractat va considerar que calia adequar l'alfabet llatí que només tenia cinc vocals (a, e, i, o, u) a l'alfabet islandès que tenia trenta-sis sons vocàlics diferents. Així, l'autor amb una capacitat 
extraordinària va idear una metodologia que hauria pogut estar el naixement de la fonologia.

## Metodologia
L'anònim islandès va fer ús del sentit comú i va emprar les cinc vocals llatines per identificar els cinc sons bàsics de l'islandès, després va afegir quatre signes més amb elements de les anteriors per obtenir les següents nou grafies:
```
a, ǫ, e, ę, i, o, ø, u, y
```

Per acabar de completar la representació dels sons l'anònim autor va fer ús dels accents diacrítics per diferenciar les vocals 
breus de les llargues utilitzant un accent per aquestes últimes. De la mateixa manera va diferenciar amb un punt (·) les vocals nasals de les orals. L'ortografia de les consonants també va ser modificada per l'anònim islandès, així per exemple va suggerir que les consonants llargues s'escrivissin amb majúscula i les breus amb minúscula. Actualment es considera que en determinats idiomes com per exemple l'alemany, és fonèticament rellevant distingir entre consonants llargues i breus. L'autor d'aquest primer tractat també va identificar els següents diftongs: 
```
au, ea, ei, eó, ey, uí, 
```

De fet, l'autor es va trobar amb els mateixos problemes que els lingüistes moderns. La seva llista incorpora no sols els generalment reconeguts diftongs de l'antic islandès (au, ei, ey) sinó que també les combinacions de vocals amb mitges vocals (ea = ja, eó = jó, uí = ví) 
El breu manuscrit de l'anònim islandès és considerat per Tuson de revolucionari, en el sentit que posa de manifest les diferències 
existents entre el llatí i l'islandès, a més d'anticipar-se vuit-cents anys als treballs de fonologia de l'Escola de Praga.
N'és un exemple clar el sistema de verificació que va utilitzar l'anònim islandès, anomenat avui en dia de parells mínims. Es tracta 
d'un mecanisme que s'utilitza per comprovar si una determinada unitat fònica té valor fonològic distintiu dins un context. En fonologia un parell mínim és un parell de paraules o frases d'una determinada llengua que difereixen únicament en un fonema. Així, una mateixa paraula pot ser un 
parell mínim d'altres, per exemple "casa" és alhora parell mínim de "cosa" i "cala" perquè en ambdós casos s'obtenen mots amb sentit només 
alterant un fonema des de la paraula inicial.